# Ахелой (град)
Вижте пояснителната страница за други значения на Ахелой.
Ахело̀й е град в Югоизточна България в състава на община Поморие, област Бургас.
По данни на ГРАО към 15 март 2024 г. в града живеят 2113 души по настоящ адрес и 2158 души по постоянен адрес.

## География
Градът се намира в крайбрежната зона на Ахелойския залив на 500 m от морето, на 29 km североизточно от областния център Бургас, на 14,2 km северно от общинския център Поморие и на 7 km западно от Несебър. Релефът е предимно равнинен, като на северозапад от града има лек хълмист терен, известен като местността Стролата (старото име Стрели баир). През града минава Европейски път E87, свързващ Северна и Южна България край морето. Също край града протича река Ахелой, извираща от Айтоските възвишения и вливаща се в Черно море. Основното занимание на местното население е строителство и морски туризъм.
На името на Ахелой е наречен скалистият връх Ахелойски Нунатак (390 m) в горния ледник Хюрон на остров Ливингстън в Антарктида – 62°38′23.3″ ю. ш. 60°07′53.5″ з. д. / 62.639806° ю. ш. 60.131528° з. д.

### Климат
Ахелой има свой микроклимат, образуван от равнинния си терен, Стара планина и Черно море. Има много мека зима и хладно лято, което го прави приятно и желано място за живеене и отдих. Температурата варира от -4 до +30 °C.

### Сладководни води
Край град Ахелой протича река Ахелой. На нея е построен язовир „Ахелой“. Районът е богат на подпочвени води. Изградени са няколко държавни кладенеца, задоволяващи нуждите на Ахелой. В много частни парцели има изградени сондажни кладенци.

### Черно море
Град Ахелой разполага с яхтено пристанище, подходящо за акостиране както на рибарски лодки, така и на ветроходни и моторни яхти. Плажната ивица, започваща от къмпинг Ахелой и продължаваща до гр. Поморие (приблизително 10 линейни километра и с ширина от 10 до 20 линейни метра), е подходяща за слънчеви бани. На летуващите се предлагат водни колела, сърфове, уиндсърфове и моторни джетове. За разлика от силната соленост на световните океани, Черно море е по-слабо солено, което благоприятства къпането във водата.

### Риболов
Районът е подходящ както за улов на сладководни риби (р. Ахелой), така и за морски риби (Черно море). Много редовни рибари целогодишно хващат риба.

## Стари имена на Ахелой
Старото име на селището е гръцкото Чимос. Чимос е побългарено на Чимово през 1934 г., а през 1960 г. името е сменено на съвременното Ахелой. Парадоксално, това име, което е заимствано от името на реката, е и най-древното. Произходът му най-вероятно е тракийски. Сред приблизително 240-те думи, които български лингвисти са установили в тракийския език, е и „ахел“, което означава „вода, воден“.

## История
Стратегическото местоположение на местността е било определящо за издигането на римската крепост Чая, както и на път, част от който е бил запазен до средата на XX в. Калето се намира на възвишението Стролата и е служело за наблюдение.
Тук се е състояла битката край р. Ахелой, в която на 20 август 917 г. цар Симеон I разбива многохилядна византийска войска, предвождана от Лъв Фока. Византийците акостират на пристанището в гр. Месембрия (сега Несебър) и поемат на югозапад, където в землището на днешния Ахелой при река Ахелой се провежда една от най-величавите битки на Средновековието, чийто изход определя Българската държава като хегемон не само на Балканите, но и в цяла Югоизточна Европа. Армията на Византия претърпява пълен разгром и оставя хиляди жертви при р. Ахелой. Византийските летописци пишат, че дори след 40 г. по полето край р. Ахелой се белеели костите на загиналите византийски войници.
В нея участвали 60 000 българи срещу 62 000 византийци. На бойното поле намират своята смърт 35 000 българи и 60 000 византийци. Битката е била напът да бъде изгубена, но тогава, противно на всякакви традиции, самият цар влиза в боя и с това повдига бойния дух на българите и довежда битката до успешен край. Византийската войска е обърната в бяг и е преследвана чак до стените на Месембрия, откъдето оцелелите византийци се спасяват, панически, товарейки се на военните си кораби на път за Константинопол.

### Тракийски българи
Голяма част от днешното българско население на Ахелой са наследници на тракийските българи (виж Тракийци), които по време на Балканските войни (1912 – 13) и Първата световна война са принудени да напуснат домовете си в Беломорска и Одринска Тракия.
Ахелойци се смятат за наследници на група майстори шивачи (гайтанджии) от Габрово, живели и работили в Истанбул. Когато през 1840 г. султанът наредил да се ушие нова парадна униформа на султанската гвардия, майсторите печелят това право. След изпълняване на поръчката те спечелват голямо богатство. Решават да закупят земя, където да се установят за постоянно. В близост до Теркоското езеро до Черно море, на 40 km от истанбулския квартал Галата, се намирал чифликът на Тая кадъна. Тази Тая била дойка на тогава управляващия султан, който за благодарност ѝ подарява този чифлик. Групата майстори отиват при нея и купуват чифлика. Майсторите се заселват, като в новообразуваното село остават само българи и се говори само на български, запазва се само името му „Тая кадън“.
В близост до Теркоското езеро имало още две села – Теркос и Делиунус. Гръцката православна църква всячески се опитвала да асимилира българското население, като всички имена на новородените деца били гръцки. За близо 70 години до 1913 г. населението на тези села се увеличило много. Релефът и климатът на този район са много сходни със с. Ахелой. В околностите на Теркоското езеро е имало много гори, които днес са изсечени. Празникът на с. Тая кадън е бил Спасовден. Този празник се пренася и в с. Ахелой. Къщите на селото са били в стил Етъра с калдъръмени улици и селска чешма, която стои и днес. До 2000 г. са били запазени няколко стари къщи. Там вече има построени нови сгради, част от предградието на гр. Истанбул.
По време на Балканската война (1912 – 13 г.) започват масови набези от башибозуци в районите с българско население с цел прогонване и избиване. През 1913 г. трите села Тая кадън, Делиунус и Теркос (Цариградски вилает (Чаталдженско)) били предупредени от български дипломат в Истанбул, че трябва веднага да напуснат селата. За няколко часа трите села се приготвят и тръгват за гр. Истанбул, където се качват на параход и отплават за пристанище Бургас. След като пристигат в гр. Бургас, всички си хвърлят фесовете и си купуват калпаци от магазин на ул. „Александровска“. Решават да тръгнат за Айтос с влак. След това отиват в гр. Карнобат (като бежанци не плащат билети). От гр. Карнобат изпращат делегация от 5 – 6 души до тогавашното правителство, с молба-питане къде да се установят. През 1914 г. правителството решава те да отидат в гр. Феря (Беломорска Тракия (Дедеагачка околия)). Там те живеят 6 години. Градът се намира в делтата на р. Марица в много плодороден район.
През 1920 г. Гърция окупира Беломорска Тракия и тракийските бежанци, тъкмо започнали да се устройват, отново са принудени да търсят нов дом. През пролетта на 1920 г. те отиват в гр. Симеоноврград. Не след дълго отиват в гр. Ямбол, където престояват 3 години. През 1923 г. българското правителство отпуска земя в с. Чимос (Ахелой) на бежанците, където те се установяват същата година през есента. По това време е имало два чифлика – Матевият и Еврейският. Оземляват ги с 20 декара ниви, а хората със семейства получават по 40 декара ниви. През 1926 г. на България е отпуснат бежански заем, според който всеки бежанец е имал право да си построи къща и да си закупи инвентар за обработка земята.

### Втора световна война
Останали са няколко стоманобетонни бункера от Втората световна война. Част от тях се намират до морския бряг, а други на околните хълмове. Те стоят като паметници, напомнящи за истинското лице на войната.
От 2009 г. с решение на Министерския съвет село Ахелой е град и има статут на морски курорт с местно значение.

## Население
Численост на населението според преброяванията през годините:
| \| Година на преброяване \| Численост \| \| --------------------- \| --------- \| \| 1934 \| 582 \| \| 1946 \| 723 \| \| 1956 \| 891 \| \| 1965 \| 1067 \| \| 1975 \| 1485 \| \| 1985 \| 2019 \| \| 1992 \| 2228 \| \| 2001 \| 2269 \| \| 2011 \| 2469 \| \| 2021 \| 2339 \| |           |
| Година на преброяване | Численост |
| 1934 | 582       |
| 1946 | 723       |
| 1956 | 891       |
| 1965 | 1067      |
| 1975 | 1485      |
| 1985 | 2019      |
| 1992 | 2228      |
| 2001 | 2269      |
| 2011 | 2469      |
| 2021 | 2339      |

Етническият състав включва 2299 българи.

## Културни и природни забележителности
В центъра на Ахелой се намира добре благоустроен красив парк, имащ широколистни и иглолистни дървета.
Не на последно място е читалище „Светлина“ със зала за културни дейности. Местната библиотека също е разположена в читалището. Град Ахелой разполага с основно училище на име „Христо Ботев“.
Започнато е строителство на исторически комплекс „Ахелой-917“ в местността Стролата. Ще бъде разположен върху 8 дка. Ще включва стени, бойници и църква. 

За любителите на риболова интерес би представлявал ловът както на сладководна риба от реката, така и на морска от Черно море.

Най-близкият плаж до селото е този на къмпинг Ахелой. Плажът е с дължина 10 km и достига до общинския център Поморие.

### Културни дни
След голямото заселване през 1923 г. на тракийски бежанци в Ахелой (по това време Чимос), се избира Спасовден за празник на града. Оттогава всяка година на този ден се организира панаир.

### Археология
Поради стратегическото си разположение, в землището на Ахелой е имало древен път, крепост.
Римски път
До средата на 20 век е била запазена част от римския път Виа Понтика, свързващ древните градове Месембрия и Анхиало. Минавал е в близост до днешния хотел Косара и римската крепост Чим. Бил е изграден от каменна макадамова настилка.
Римска крепост
Намирала се е в района на пречиствателна станция-Ахелой (която е до моста на р. Ахелой). И днес в околните ниви все още излизат камъни, свидетелстващи за нея. Името ѝ е било Чим, което е дало по-нататък името на гръцкото селище Чимос. В района на върха на каменната кариера (част от възвишение Стролата) се е намирала и римска наблюдателна кула.

### Ахелойският фар
През 2008 г. е изграден Ахелойският фар, намиращ се на Латерновия нос до селище Марина кейп. За да започне да функционира, се изчаква разрешителното за мигащия код-район Черно море.

## Спорт
Град Ахелой разполага с футболен Клуб на име „Ахелой“ който участва в А-ОФГ. През сезон 2009/2010 г. става шампион на бургаски регион за първи път в своята история, клубът става за втори път шампион през сезон 2011/12, но така не намира финансиране за ЮИ В ФГ. Отборът е воден от Недялко Москов. Разполага със стадион и терен, който е с размери 90/45 m.

## Икономика
- Туризъм

Поради близкото си разположение до брега на Черно море и туристически комплекс Слънчев бряг, Ахелой става все по-атрактивно място за туризъм. Много от крайбрежните парцели са изкупени от фирми с цел строителство на жилищни апартаменти и строителство на туристически хотели. Има няколко действащи хотела, ресторанти, дневни и нощни барове на територията на град Ахелой. Поради стратегическото си разположение и големия поток от автомобили са изградени няколко съвременни бензиностанции.
- Селско стопанство и животновъдство

Преди 1989 г. селското стопанство и животновъдството са били приоритет в икономиката на Ахелой. След разпадането на ТКЗС-то, заетостта на хората преминава в строителството на сгради и обслужващия персонал на к-с Слънчев бряг.

### Миграция
Много хора от вътрешността на страната са привлечени от новооткритите работни места, част от тях се заселват за постоянно, а други са на квартири.

### Телекомуникации
Ахелой разполага с: кабелна мрежа „СКАТ“, интернет връзка (ADSL), стационарни цифрови телефони, има отлично покритие на трите GSM – оператора: Виваком, А1 и Йеттел.

## Религия
През 2005 г. в Ахелой е изграден православен храм „Св. Възнесение Господне“

## Побратимени градове
- Аяк (Унгария) – основната цел на побратимяването е културен обмен. Ахелойски състави участват в Международния фестивал на сватбените обичаи и традиции в Аяк. Състави от Аяк участват в Международния конкурс „Радост на брега“ в Ахелой. Ръководството на Аяк посещава Ахелой по случай празника на града.[7]

## Известни личности
Родени в Ахелой
- Георги Андреев (р. 1929), политик и писател

## Памет
На Ахелой е наречена улица в жилищен комплекс „Овча купел“ в София (Карта).